# Кекур (Ірбітський міський округ)
Кеку́р (рос. Кекур) — присілок у складі Ірбітського міського округу Свердловської області.
Населення — 361 особа (2010, 354 у 2002).
Національний склад населення станом на 2002 рік: росіяни — 100 %.